# 親泊興寛
親泊 興寛（おやどまり こうかん、1827年 - 1905年）は、琉球王国時代の泊の唐手家。

## 武歴
親泊は同じ泊士族の宇久嘉隆(1800年-1850年)、照屋規箴(1804年-1864年)に師事した。宇久からはナイファンチ、照屋からはパッサイ、ローハイ、ワンシューを伝授された。
弟子としては喜屋武朝徳が挙げられる。